# Columbo: Schach dem Mörder
Schach dem Mörder (Originaltitel: The Most Dangerous Match, Alternativtitel: Schachmatt) ist eine erstmals im Rahmen der NBC-Sunday-Mystery-Movie-Serie gesendete Episode der Kriminalfilm-Reihe Columbo aus dem Jahr 1973. Die deutschsprachige Erstausstrahlung der siebenten Folge der zweiten Staffel folgte 1976 im Deutschen Fernsehen. Der litauisch-britische Schauspieler Laurence Harvey verkörpert als Schachgroßmeister Emmet Clayton den Gegenspieler von Inspektor Columbo, dargestellt von Peter Falk.

## Handlung
Der stark hörgeschädigte Schachweltmeister Emmet Clayton wird von Albträumen und Visionen heimgesucht. Die russische Legende Tomlin Dudek, der nach gesundheitlichen Problemen auf die große Bühne zurückkehrt, fordert ihn zum Duell heraus. Am Vorabend gibt sich Clayton vor der Presse nach außen hin selbstbewusst. Als der an Diabetes erkrankte Dudek das Hotel verlässt, um in einem nahegelegenen französischen Restaurant seinen strengen Diätplan zu umgehen, wird er von Clayton verfolgt. Während ihrer freundschaftlichen Unterhaltung beginnen sie auf dem kariert gemusterten Tischtuch mit einer improvisierten Schachpartie unter Zuhilfenahme von Gewürzstreuern und anderen Utensilien. Nach mehreren Stunden Spieldauer gewinnt Dudek die Oberhand, sodass sich der psychisch labile Clayton unter einem Vorwand zurückzieht. Auf dem Rückweg zum Hotel beschließen beide, einen Nebeneingang zu benutzen und im Zimmer ein weiteres Match zu spielen. Clayton wird vom Herausforderer schachmatt gesetzt und wirft daraufhin sein Hörgerät aus Angst vor einer schmachvollen Niederlage im offiziellen Aufeinandertreffen frustriert gegen die Wand.
Clayton erarbeitet einen Plan, um seinen Kontrahenten loszuwerden. Am nächsten Morgen reserviert er mit verstellter Stimme einen Auslandsflug und lockt Dudek mit der Bitte um ein privates Treffen aus dem Hotelzimmer. Er verschafft sich dort Zutritt und packt eilig die wichtigsten Gegenstände in eine Reisetasche. Nachdem er am verabredeten Treffpunkt im Keller eingetroffen ist, berichtet er von einer fiktiven Liebesgeschichte mit einer Russin und veranlasst Dudek so, einen Abschiedsbrief in dessen Muttersprache zu schreiben. Anschließend stößt er Dudek kurzerhand in die hoteleigene Müllpresse. Später begibt sich Clayton zum Turnierraum und wartet wie alle anderen Anwesenden auf seinen Gegner. Zwischenzeitlich wird Dudek schwer verletzt aufgefunden. Columbo trifft im Hotel ein und folgert aufgrund der vorliegenden Hinweise zunächst, dass dieser sich heimlich absetzen wollte und dabei verunglückte. Diese Vermutung erhärtet sich, weil Clayton ihm den handgeschriebenen Brief reicht. Doch sowohl Dudeks strenger Trainer Mazoor Berozski als auch seine enge Vertraute, die Turnierveranstalterin Linda Robinson, dementieren jegliche Fluchtabsichten. Als der Inspektor feststellt, dass sich im Reisegepäck eine fremde Zahnbürste befindet, kommen ihm ebenso erste Zweifel.
Derweil erkundigt sich Clayton im Krankenhaus nach Dudeks Gesundheitszustand. Im Warteraum trifft er auf seine ehemalige Verlobte Robinson, die jetzt für Dudek arbeitet. Er erzählt ihr vom gemeinsamen Abendessen und behauptet, beide Testspiele gewonnen zu haben. Nebenbei gelingt es ihm, einen kurzen Blick auf Dudeks Medikamentenliste zu werfen. Unter Ausnutzung seines fotografischen Gedächtnisses notiert er danach alle Produktbezeichnungen. Columbo erscheint ebenfalls im Krankenhaus und möchte Clayton zurück zum Hotel begleiten. Stattdessen fährt er mit ihm zum französischen Restaurant, das die Polizei wegen des ungewöhnlichen Knoblauchgeruches in Dudeks Hemd ausfindig machen konnte. Auf dem Weg erfährt der Inspektor, dass Clayton gezwungen war, kürzlich einen neuen Transistor für sein defektes Hörgerät zu kaufen. Der Restaurantbesitzer bestätigt die Anwesenheit beider Gäste, kann jedoch keine Aussage zum Ausgang der Schachpartie machen. Clayton versichert erneut, den Tisch als Sieger verlassen zu haben. Er bleibt auch bei seiner Darstellung, als er von Columbo am Nachmittag mit Dudeks Schachaufzeichnungen konfrontiert wird, aus denen hervorgeht, dass dieser gewonnen haben muss.
Zurück im Hotelzimmer tauscht Clayton Dudeks Medizin aus, woraufhin dieser unmittelbar nach der Injektion verstirbt. Robinson teilt Columbo mit, dass Clayton die Liste im Krankenhaus zu Gesicht bekam. Im Anschluss informiert sich der Inspektor über die Funktionsweise des Müllzerkleinerers im Hotel. Die Arbeiter weisen ihn auf die automatische Sicherheitsabschaltung hin, sobald ein Gegenstand hineingeworfen wird. Im Turnierraum spielt Clayton unterdessen Simultanschach. Mit der Feststellung, dass sich die Indizien gegen ihn verdichtet haben, bringt Columbo ihn aus der Konzentration. Er kann nachweisen, dass der im Krankenhaus benutzte Stift derselbe ist, mit dem die angebliche Abschiedsnachricht von Dudek geschrieben wurde. Er führt Clayton in den Keller, wo dieser sein Hörgerät wegen des Lärms der Müllpresse aus dem Ohr nimmt. Zur Fortsetzung des Gespräches erheben beide ihre Stimme, damit sie gegen die störenden Umgebungsgeräusche ankämpfen können. Ein Polizeikollege schaltet die Maschine auf ein Zeichen Columbos hin unbemerkt aus. Clayton redet mit unveränderter Lautstärke weiter. Der Inspektor erläutert, dass es für ihn keinen Sinn ergäbe, den Einschaltknopf nicht noch einmal zu betätigen, um den Mord zu vollenden. Demnach muss der Täter zum Zeitpunkt des Verbrechens – in diesem Fall bedingt durch den defekten Transistor – vollständig taub gewesen sein.

## Hintergrund
Die im Oktober und November 1972 gedrehte Episode mit dem Arbeitstitel Fool’s Mate („Narrenmatt“) wurde von der wenige Monate zuvor ausgetragenen und als Match des Jahrhunderts bezeichneten Schachweltmeisterschaft zwischen dem damals amtierenden russisch-französischen Weltmeister Boris Spasski und seinem US-amerikanischen Herausforderer Bobby Fischer beeinflusst. Das in den Vereinigten Staaten erstmals zur Primetime gezeigte Turnier sorgte für großes Zuschauerinteresse. Richard Levinson und William Link, die Schöpfer der Fernsehreihe, betrachteten die verbalen Duelle zwischen Inspektor Columbo und den Verdächtigen grundsätzlich als „Schachspiel“ und ließen den historischen Wettkampf von Drehbuchautor Jackson Gillis als Rahmenhandlung für einen von Selbstzweifeln getriebenen Mord überführen. Als Gegenspieler in der Episode verfügt Emmet Clayton über ein großes Maß an Beobachtungsgabe und Erinnerungsvermögen. Sein selbstbewusstes Auftreten steht jedoch im Widerspruch zu den inneren Ängsten, die ihn aufgrund der Umstände plagen. Damit bildet er einen Kontrast zum Protagonisten, der bei den Ermittlungen zwar äußerlich unsicher erscheint, sein Vorgehen aber taktisch klug und entschlossen plant. Wie in den meisten Folgen der zweiten Staffel sorgte das Kreativteam erneut für eine Abweichung zur üblichen Dramaturgie: Obwohl Täter und Zuschauer davon ausgehen, dass der erste Mordversuch erfolgreich ist, überlebt Tomlin Dudek den Anschlag und setzt Clayton ein zweites Mal unter Handlungsdruck.
Die surreal inszenierte Eröffnungssequenz zeigt Clayton auf einem riesigen Schachbrett mit überdimensionierten Spielsteinen. In der milchig trüben Scheinwelt umringen die Figuren – darunter der König mit dem Gesicht seines Gegners Dudek – den verängstigten Mann und sorgen für eine Atmosphäre der Beklemmung. Schweißgebadet wacht Clayton aus seinem Albtraum auf. Ursprünglich sollte diese Einstellung nach den Vorstellungen von Gillis noch eindringlicher gestaltet werden, indem alle Spielfiguren das Gesicht von Dudek aufweisen, schauerliche Geräusche von sich geben und gemeinschaftlich applaudieren, als Clayton in Panik einen Springer umwirft.
In Bezug auf die improvisierte Schachpartie im Restaurant erinnerte sich Peter Falk: „Nachdem Levinson und Link die Sendung verlassen hatten, holten wir beim Mittagessen ihre Meinung zu den Episoden ein. Ich erinnere mich, dass ich in der Sendung über den Schachmeister gewisse Probleme mit den Indizien hatte. Ich dachte nicht, dass sie überzeugend genug waren. Ich habe mit ihnen am Telefon darüber gesprochen und einer von ihnen kam auf die Idee mit dem Salzstreuer und dem Spiel im Restaurant.“
Laurence Harveys Schauspielkollegen wussten nicht, dass er bereits während der Dreharbeiten unter Magenkrebs litt; er starb acht Monate nach der Erstausstrahlung der Episode im Alter von 45 Jahren.
Die Schachszene im Hotelzimmer beruht auf dem Außenseitersieg von Willem Wolthuis gegen Conel Hugh O’Donel Alexander in Maastricht aus dem Jahr 1946.

## Besetzung und Synchronisation
Die erste deutschsprachige Synchronfassung entstand im Jahr 1975 bei der Studio Hamburg Synchron nach einem Dialogbuch von Werner Bruhns. 1993 wurde für RTL eine zweite Fassung von Peter Woratz bei der Neue Tonfilm München eingespielt.
| Figur              | Darsteller           | Deutscher Sprecher (ARD 1975) | Deutscher Sprecher (RTL 1993) |
| ------------------ | -------------------- | ----------------------------- | ----------------------------- |
| Lieutenant Columbo | Peter Falk           | Klaus Schwarzkopf             | Horst Sachtleben              |
| Gaststars          |                      |                               |                               |
| Emmet Clayton      | Laurence Harvey      | Christian Rode                | Joachim Höppner               |
| Mazoor Berozski    | Lloyd Bochner        | Henry Kielmann                | Reinhard Glemnitz             |
| Tomlin Dudek       | Jack Kruschen        | Hans Hessling                 | Hartmut Neugebauer            |
| Weitere Darsteller |                      |                               |                               |
| Linda Robinson     | Heidi Brühl          | Heidi Brühl                   | Gundula Liebisch              |
| Sergeant Douglas   | Paul Jenkins         | Christian Mey                 | Michael Schwarzmaier          |
| Dr. Benson         | Michael Fox          | Günther Jerschke              | Niels Clausnitzer             |
| Restaurantbesitzer | Oscar Beregi junior  | Manfred Steffen               |                               |
| Anton              | Mathias Reitz        | Peter Kirchberger             | Pierre Peters-Arnolds         |
| 1. Reporter        | Richard Drout Miller |                               |                               |
| 2. Reporter        | Manuel DePina        | Henry König                   | Walter von Hauff              |
| Dr. Sullivan       | Stuart Nisbet        | Werner Schumacher             | Michael Gahr                  |
| Krankenschwester   | Abigail Shelton      |                               |                               |
| 1. Arbeiter        | John Finnegan        | Franz-Josef Steffens          |                               |

## Rezeption
Die Fernsehzeitschrift TV Spielfilm vergab eine positive Wertung (Daumen hoch): „Dieser Krimi ist ein cleverer Schachzug.“
Der Autor Michael Striss wertete mit vier von vier Sternen (Höhepunkt). Er sah keine Schwächen und würdigte auch Laurence Harvey, der im Jahr der Veröffentlichung der Episode im Alter von 45 Jahren starb: „Hier stimmt alles. Der Plot überzeugt. Die Traumsequenzen sind eindrucksvoll inszeniert. Der Schnitt ist hervorragend: Vom »königlichen Brettspiel« wird auf das profane Dame-Brett übergeblendet, an dem sich Columbo und Dr. Benson versuchen. Welten liegen dazwischen. Interessant ist auch die Idee, zwei Großmeister in einem Restaurant auf einer karierten Tischdecke mit Salzstreuern und anderen Utensilien eine Partie Schach austragen zu lassen. Die Dramatik hält sich bis zum Finale, als sich Columbo und Clayton bei schon abgeschaltetem Müllschlucker immer noch anbrüllen. […] Mit Laurence Harvey ist ein Star besetzt worden, der – oft verkannt – zweifellos ein noch größerer hätte werden können […]. Der Schachkönig Emmet Clayton, den Harvey facettenreich zwischen kühl-überlegter Genialität und neurotischer Angst verkörpert, ist damit ein Stück Vermächtnis geworden.“
Der Regisseur Edward M. Abroms war 1973 für einen Emmy in der Kategorie Outstanding Directorial Achievement in Drama nominiert.